# きゅるりんってしてみて
きゅるりんってしてみては日本の女性アイドルグループ。ディアステージ所属。通称「きゅるして」。

## 概要
女の子の「カワイイ・リアリズム」を追求する島村嬉唄、環やね、チバゆな、逃げ水あむの4人からなる女性アイドルグループ。
2021年1月お披露目。
初期メンバー5人中3人がミスiD受賞者（うち2人がグランプリと正賞受賞者）であり、結成時点で5人全員のX（旧twitter）フォロワー合計数が30万人を超えていた（2025年5月時点では4人で50万人強）、インフルエンサー系アイドルグループである。

## メンバー

### 現メンバー
| 名前                     | 誕生日                 | 出身地          | メンバーカラー | 備考 |
| ------------------------ | ---------------------- | --------------- | -------------- | --- |
| 島村 嬉唄 しまむら うた  | 2000年6月24日（25歳）  | 神奈川県 横浜市 | 黄             | 元カントリー・ガールズ（2014年11月 - 2015年6月）                                                             |
| 環 やね たまき やね      | 1998年7月30日（27歳）  | 熊本県          | 紫             | ミスiD2018（やね名義） モデル・ファッション系ユーチューバーとしても活動                                      |
| 逃げ水あむ にげみず あむ | 1998年10月10日（26歳） | 神奈川県 川崎市 | 赤             | ミスiD2020 it girl賞（アム・ウェイ名義） 後に「あむ」に改名                                                  |
| チバゆな ちば ゆな       | 2002年3月4日（23歳）   | 東京都          | ピンク         | femme fataleの元物販スタッフ TikToker（猛禽チバ→現在はチバゆな名義） 清竜人25 第105夫人・清 ゆなとしても活動 |

### 旧メンバー
| 名前                | 誕生日  | 出身地                | メンバーカラー | 備考 |
| ------------------- | ------- | --------------------- | -------------- | --- |
| 兎遊 たお うゆ たお | 10月7日 | 中華人民共和国 福建省 | 水色           | ミスiD2018グランプリ（兎遊名義） 終演後物販（2017年7月 - 12月） 青春高校女子アイドル部（2019年6月 - 2020年12月） 2023年2月26日をもって活動休止 2023年12月10日に卒業 ゲーム実況系ユーチューバーとしても活動 |

## 略歴

### 2020年
- 12月 公式twitter開設。

### 2021年
- 1月3日～7日 公式Twitterアカウントでメンバーのビジュアルを1日1人ずつ発表[2]。発表順は やね→あむ→チバ→兎遊→島村 だった。1月7日、5人目のメンバーとして元カントリー・ガールズの島村嬉唄が発表されると、Twitterで島村の愛称「うたちゃん」がトレンド入りした[3]。
- 1月20日 グループ初のミュージックビデオ「可愛さ圧倒的なんばーわん」をYouTubeにて公開。[4]
- 1月23日 Veats Shibuyaでお披露目ライブを開催。
- 8月4日 初のCD音源となるミニアルバム「きゅるりんってしてみて」をリリース。
- 8月11日 「きゅるりんってしてみて」収録曲「魅惑のあいまいみー」のミュージックビデオをYouTubeにて公開。[5]また、22日にMVメイキングビデオを公開。[6]
- 8月29日 @JAM EXPOに初出演。
- 10月3日 TOKYO IDOL FESTIVALに初出演。
- 11月26日 初のシングル「ぷれしゃすはーと/my story」、「ぷれしゃすはーと/wonder futuer」、「ぷれしゃすはーと/b.a.b.y」、「ぷれしゃすはーと/ゆなのダーリン」、「ぷれしゃすはーと/君待ち」をリリース。各シングルはそれぞれメンバーのソロ曲を収録している。

### 2022年
- 3月16日 初の配信シングル「いらんこといわんこ／ジェリービーンズ☆シューター」をリリース。
- 3月18日 「いらんこといわんこ」の制作ドキュメントをYouTubeにて公開。[7]
- 4月27日 メンバー紹介動画「きゅるしてに100の質問してみた！」をYouTubeにて公開。[8]
- 11月2日～25日 全国6都市ツアー「きゅるちゃんの二毛作ツアー」を開催。

### 2023年
- 2月26日 兎遊たおが池袋harevutaiでの単独ライブを最後に活動休止[9]。
- 3月11日 所属事務所をディアステージに移籍することを発表し、オフィシャルサイトを開設[1]。兎遊を除く4人はディアステージ所属タレントとなり、これ以後やねは「環やね」、あむは「逃げ水あむ」を正式な芸名とする[注 1]。
- 7月29日 移籍後初のミュージックビデオ「アイドルライブコースター!」をYouTubeにて公開。[10]
- 8月6日 TOKYO IDOL FESTIVALに2度目の出演。
- 8月9日 移籍後初の配信シングル「アイドルライブコースター!」をリリース。
- 8月26日 @JAM EXPOに2度目の出演。
- 10月6日 「ツインテールは20歳まで♡」ミュージックビデオをYouTubeにて公開（このMV以降、本格的なCGを使ったミュージックビデオが製作されるようになる）。[11]
- 11月22日 2ndEP「Dreamin' Closet」リリース。同時に収録曲「きゅるりんしてみて」の『「きゅるりんしてみて」本人たちが踊ってみた』動画をYouTubeにて公開。[12]
- 12月10日 兎遊たおが新宿BLAZEでの単独ライブ「兎遊たおの2年間ありがとうございました！」をもって卒業。

### 2024年
- 2月11日 公式Youtubeで公開されている「ツインテールは20歳まで♡」ミュージックビデオがグループ初の100万再生達成。その後同年8月13日に200万再生、2025年2月7日に300万再生に到達。
- 3月22日 後に3rdEP「Kyururin Wonderland」に収録される「らぶきゅん♡うぉんてっど」のミュージックビデオをYouTubeにて公開。[13]その後、5月6日に『「らぶきゅん♡うぉんてっど」本人たちが踊ってみた』動画をYouTubeにて公開。[14]
- 4月12日～6月16日 全国6都市ツアー「もっと好きになっちゃうよ」を開催。九州（熊本県）・沖縄県で初ライブ。6月23日には浅草花劇場で追加公演を開催。
- 5月15・16日 香港に初の海外遠征を行い、日系偶像（地下アイドル）イベント「Canvas Project全民偶像選拔賽2024」（15日）、「IDOL FEVER BUDDHA'S BIRTHDAY SPECIAL」（16日）に出演。
- 6月29日 公式Youtubeで公開されている「らぶきゅん♡うぉんてっど」ミュージックビデオがグループ2本目の100万再生達成。その後同年9月11日に200万再生、2025年1月2日に300万再生に到達。
- 7月7日 島村嬉唄が7月11日にKT Zepp Yokohamaにてお披露目を行う新生清竜人25の第102夫人・清嬉唄であることを発表。
- 7月11日 新生清竜人25のお披露目イベント「KIYOSHI RYUJIN25～REUNION PARTY～」にて島村が第102夫人・清嬉唄としてお披露目を行うが、質疑応答を終えた直後に電撃脱退。代わって突然ステージに現れたチバゆなが第105夫人・清ゆなとして電撃結婚・加入[15]。
- 8月2・4日 TOKYO IDOL FESTIVALに3度目の出演（チバは2日に清竜人25としても出演）。
- 8月3日 公式Youtubeで公開されている『「きゅるりんしてみて」本人たちが踊ってみた』動画がグループ3本目の100万再生達成。その後同年9月11日に200万再生、11月4日に300万再生、2025年2月1日に400万再生、6月6日に500万再生に到達。
- 9月15・16日 @JAM EXPOに3度目の出演。
- 10月19日 東武動物公園イベントステージ HOLA!にて単独ライブ「ずーーーっと♡きゅるりんふれんず♡」を開催、翌2025年1月25日に日比谷野外音楽堂、27日にZepp Shinjukuにて結成4周年記念ライブを開催することを発表。また、このライブにて「♡♡♡わんだーらんど」を初披露。[16]
- 11月2日 成城大学柳祭のゲストライブに出演（グループ初の大学祭出演）。
- 11月20日 環やねが体調不良のためこの日以降活動制限（同年12月1日のソウル遠征のみ限定出演）。
- 12月1日 韓国・ソウルで行われたイベント「TIF ASIA TOUR 2024 in SEOUL with 特戦少女前線」出演のため二度目の海外遠征を行う（島村は不参加）。
- 12月4日 Yahoo!検索大賞2024 ネクストブレイクカテゴリー 人物部門を受賞[17]。

### 2025年
- 1月10日 公式Xのフォロワー数が10万に到達。また同日深夜に日本テレビ系列で放送された「バズリズム02」に出演し、地上波全国ネットの音楽番組での初歌唱を達成。
- 1月13日 公式Youtubeで公開されている「しゅーぱーめるてぃらびゅふれーばー♡」ミュージックビデオがグループ4本目の100万再生達成。また同日に公式Youtubeチャンネル登録者数が10万人を突破。
- 1月25日・27日 結成4周年記念単独ライブ「Kyururin Sensation」を日比谷野外音楽堂（25日、「～白銀の野音編～」）、とZepp Shinjuku（27日、「～秘密のZepp Shinjuku編～」）にて開催し、25日公演ラストで同年春にZeppツアー（名古屋・大阪ベイサイド・横浜）を開催することを発表。この公演から環やねがライブ活動復帰。
- 2月9日 この日より環やねが正式に活動再開。
- 2月12日 公式Youtubeで公開されている「♡♡♡わんだーらんど」ミュージックビデオがグループ5本目の100万再生達成。
- 2月14日 ディアステージ所属メンバー4ペアによるポイント投票企画「ソフトバンクスマホ総選挙」がスタート、逃げ水あむが栗原舞優とのペア「チームいちご」として参加。
- 3月27日 ソフトバンクスマホ総選挙で「チームいちご」が優勝、同年6月27日に「+もしもしダーリン♡」を配信リリース。
- 3月28日 グループ初のZeppツアー「Kyururin Wonderland」初日公演をZepp Nagoyaにて開催、同年6月6日にKanadevia Hall（東京ドームシティホール）での追加公演開催を発表。同日、公式Youtubeで公開されている『【LIVE映像】きゅるりんしてみて/きゅるりんってしてみて　2023年10月7日(土)きゅるりんハロウィン@下北沢シャングリラ』がグループ6本目（ライブ映像では初）の100万再生達成。
- 5月27日 公式Youtubeで公開されている『「らぶきゅん♡うぉんてっど」本人たちが踊ってみた』動画がグループ7本目の100万再生達成。
- 6月6日 Kanadevia Hallにて「Kyururin Wonderland」ツアー追加公演を開催、同年7月16日にZepp DiverCity（Tokyo）にて初の異ジャンル対バン「Kyururin♡Clinic ～No.1 礼賛～」を開催することを発表。

## 書籍

### 写真集

#### モデル
- Cosplay of Nurse（2022年2月22日、メタ・ブレーン、撮影：須崎祐次）ISBN 978-4910546032　環やねのみ